# Chemin de fer Champlain et Saint-Laurent
Le Chemin de fer Champlain et Saint-Laurent (CSL) était un chemin de fer historique dans le Bas-Canada, le premier chemin de fer public canadien et des plus anciens chemins de fer en Amérique du Nord britannique.

## Origine
Le CSL a été financé par le propriétaire entrepreneur du la brasserie de Montréal, John Molson.  Il a été conçu comme un chemin de fer pour relier la vallée de fleuve au lac Champlain, réduisant le temps du voyage entre Montréal et New York. La construction a commencé en janvier 1835 alors que les géomètres ont déterminé que la ligne irait de Saint-Jean-sur-Richelieu, le point le plus proche du Saint-Laurent à La Prairie, sur la rivière de Montréal.
Tout au long de l'année 1835, les travaux de nivellement, les clôtures, la maçonnerie et les ponts sont terminés. Sont construits des gares et des quais à Laprairie et à Saint-Jean. Aussi, les commandes sont passées pour une locomotive, qui doit être construite à Newcastle upon Tyne, ainsi que pour quatre voitures, qui doivent être construites aux États-Unis. Plusieurs wagons ont été également construits à Montréal.
La première locomotive de l'Amérique du Nord britannique arrive au quai de Molson à Montréal en juin 1836. Il a été nommé le Dorchester et avait été construite par Robert Stephenson, fils de George Stephenson qui a été le fabricant de La fusée.  0-4-0 à bois design, elle a été la locomotive 127e construite par Stephenson et a été surnommée Chaton par ceux qui ont observé son trajet capricieux et inégal; un résultat de l'empattement court. Les essais préliminaires ont eu lieu dans la nuit pour éviter d'effrayer le public. La vitesse maximale était d'environ 30 miles à l'heure (48 km/h).
Le CSL a ouvert en grande pompe le 21 juillet 1836 avec plusieurs invités de marque présents outre Molson, y compris Lord Gosford, le Lieutenant-gouverneur du Bas-Canada, ainsi que Louis-Joseph Papineau, du Parti patriote. Plus de 300 invités se sont entassés dans les voitures de voyageurs en gare à Laprairie pour la première mise en marche.  La locomotive le Dorchester n'a pas pu gérer une telle charge, donc les deux premiers wagons de première classe transportant 32 des invités distingués ont été dételées et remorqués par la locomotive tandis que le reste des wagons était tracté par des attelages de chevaux. Deux heures plus tard, tout le monde était à la gare de Saint-Jean, où la cérémonie s'est poursuivie.

## La croissance et la fusion éventuelle
Les opérations régulières ont commencé le 25 juillet, alors que le trafic fret a stagné sur la ligne pendant de nombreuses années, le transport de voyageurs et excursions s'est avéré extrêmement populaire dès le départ, avec de nombreux trains de voyageurs supplémentaires étant halés par des chevaux jusqu'à l'arrivée des locomotives supplémentaires en 1837. Charles Dickens a même voyagé sur la ligne. La ligne a été étendue au sud le long de la vallée du Richelieu en 1851 à Rouses Point et l'année suivante a vu une route plus directe, construite à partir de la ligne Saint-Jean-Laprairie à Saint-Lambert, juste en face de Montréal afin d'éviter le trajet indirect de naviguer de haut et bas du fleuve Saint-Laurent à Laprairie.  Cette ligne a effectivement réduit la ligne à Laprairie à statut de ligne de branche et il devrait être abandonné plus tard.
Le CSL a fusionné avec le Chemin de fer Montréal et New York en 1857, anciennement connu sous le Chemin de fer Montréal et Lachine, avec la nouvelle entreprise nommée le Chemin de fer Montreal and Champlain.  Le Grand Tronc loua le MC en 1864 et l'a acheté purement et simplement en 1872. En 1923, la RTM a été nationalisée et l'ex-MC, voies née-CSL a été incorporé dans le Canadien National (CNR). Le CN (après 1960) continue à exploiter la majorité de cette route historique, en cours d'exécution depuis un lien d'échange avec le Delaware and Hudson (maintenant détenu par le Canadien Pacific) à Rouses Point, par l'intermédiaire de Saint-Jean et Saint-Lambert. La ligne de Rouses Point à Brossard est maintenant desservie par le Canadien National.